# يونيفرسال سيتي (تكساس)
يونيفرسال سيتي (بالإنجليزية: Universal City)‏ هي مدينة أمريكية تقع في ولاية تكساس.تبلغ مساحة هذه المدينة 14.6 (كم²)،ويبلغ عدد سكانها 14849 نسمة حسب إحصاء سنة 2010 م. تشير إحصاءات سنة 2000م بأن الكثافة السكانية في هذه المدينة تقدر بـ(1014.7) نسمة/كم2.

## التركيبة السكانية
حدّد مكتب تعداد الولايات المتحدة بيانات التركيبة السكانية ليونيفرسال سيتي في تعداد الولايات المتحدة. في ما يلي، التركيبة السكانية حسب تعدادي 2000 و2010.

### تعداد عام 2000
بلغ عدد سكان يونيفرسال سيتي 14,849 نسمة بحسب تعداد عام 2000، وبلغ عدد الأسر 5,995 أسرة وعدد العائلات 4,223 عائلة مقيمة في المدينة. في حين سجلت الكثافة السكانية 1,024.8 نسمة لكل كيلومتر مربع (2,654.2/ميل2). وبلغ عدد الوحدات السكنية 6,331 وحدة بمتوسط كثافة قدره 436.9 لكل كيلومتر مربع (1,131.6/ميل2).
وتوزع التركيب العرقي للمدينة بنسبة 80.54% من البيض و6.42% من الأمريكيين الأفارقة و0.75% من الأمريكيين الأصليين و2.88% من الأمريكيين ذوي الأصول الآسيوية و0.27% من سكان جزر المحيط الهادئ و5.60% من الأعراق الأخرى و3.52% من عرقين مختلطين أو أكثر و21.59% من الهسبانيون أو اللاتينيون من أي عرق.
بلغ عدد الأسر 5,995 أسرة كانت نسبة 34.2% منها لديها أطفال تحت سن الثامنة عشر تعيش معهم، وبلغت نسبة الأزواج القاطنين مع بعضهم البعض 55.3% من أصل المجموع الكلي للأسر، ونسبة 11.4% من الأسر كان لديها معيلات من الإناث دون وجود شريك، بينما كانت نسبة 3.8% من الأسر لديها معيلون من الذكور دون وجود شريكة وكانت نسبة 29.6% من غير العائلات. تألفت نسبة 24.7% من أصل جميع الأسر من عدة أفراد يعيشون في نفس المنزل ونسبة 6.7% كانت تتألف من شخص يعيش بمفرده يبلغ من العمر 65 عاماً أو أكثر. وبلغ متوسط حجم الأسرة المعيشية 2.47، أما متوسط حجم العائلات فبلغ 2.95.
بلغ العمر الوسطي للسكان 37.2 عاماً. وكانت نسبة 24.6% من القاطنين تحت سن الثامنة عشر، وكانت نسبة 8.5% بين الثامنة عشر والرابعة والعشرين عاماً، ونسبة 29.2% كانت واقعةً في الفئة العمرية ما بين الخامسة والعشرين والرابعة والأربعين عاماً، ونسبة 25.3% كانت ما بين الخامسة والأربعين والرابعة والستين، ونسبة 12% كانت ضمن فئة الخامسة والستين عاماً فما فوق. يوجد لكل 100 أنثى 96.7 ذكر، ويوجد لكل 100 أنثى في الثامنة عشر من عمرها فما فوق 92.9 ذكر.

### تعداد عام 2010
بلغ عدد سكان يونيفرسال سيتي 18,530 نسمة بحسب تعداد عام 2010، وبلغ عدد الأسر 7,575 أسرة وعدد العائلات 4,973 عائلة مقيمة في المدينة. في حين سجلت الكثافة السكانية 1,278.8 نسمة لكل كيلومتر مربع (3,312.1/ميل2). وبلغ عدد الوحدات السكنية 8,036 وحدة بمتوسط كثافة قدره 554.6 لكل كيلومتر مربع (1,436.4/ميل2).
وتوزع التركيب العرقي للمدينة بنسبة 75.39% من البيض و10.14% من الأمريكيين الأفارقة و0.73% من الأمريكيين الأصليين و2.90% من الأمريكيين ذوي الأصول الآسيوية و0.29% من سكان جزر المحيط الهادئ و6.34% من الأعراق الأخرى و4.21% من عرقين مختلطين أو أكثر و32.27% من الهسبانيون أو اللاتينيون من أي عرق.
بلغ عدد الأسر 7,575 أسرة كانت نسبة 33% منها لديها أطفال تحت سن الثامنة عشر تعيش معهم، وبلغت نسبة الأزواج القاطنين مع بعضهم البعض 47% من أصل المجموع الكلي للأسر، ونسبة 14.1% من الأسر كان لديها معيلات من الإناث دون وجود شريك، بينما كانت نسبة 4.5% من الأسر لديها معيلون من الذكور دون وجود شريكة وكانت نسبة 34.3% من غير العائلات. تألفت نسبة 27.8% من أصل جميع الأسر من عدة أفراد يعيشون في نفس المنزل ونسبة 7% كانت تتألف من شخص يعيش بمفرده يبلغ من العمر 65 عاماً أو أكثر. وبلغ متوسط حجم الأسرة المعيشية 2.45، أما متوسط حجم العائلات فبلغ 3.00.
بلغ العمر الوسطي للسكان 36.1 عاماً. وكانت نسبة 24.3% من القاطنين تحت سن الثامنة عشر، وكانت نسبة 10.3% بين الثامنة عشر والرابعة والعشرين عاماً، ونسبة 26.7% كانت واقعةً في الفئة العمرية ما بين الخامسة والعشرين والرابعة والأربعين عاماً، ونسبة 26% كانت ما بين الخامسة والأربعين والرابعة والستين، ونسبة 12.7% كانت ضمن فئة الخامسة والستين عاماً فما فوق. وتوزع التركيب الجنسي للسكان بنسبة 48.2% ذكور و51.8% إناث.